# Balcarres
Balcarres är en ort i Kanada.   Den ligger i provinsen Saskatchewan, i den sydöstra delen av landet, 2 100 km väster om huvudstaden Ottawa. Balcarres ligger 587 meter över havet och antalet invånare är 617.
Terrängen runt Balcarres är platt. Trakten runt Balcarres är nära nog obefolkad, med mindre än två invånare per kvadratkilometer.. Närmaste större samhälle är Fort Qu'Appelle, 17,9 km väster om Balcarres.
Trakten runt Balcarres består till största delen av jordbruksmark.